# زند وهمن یسن
زَندِ وَهمَنْ یَسن (به معنای «تفسیرِ بهمنْ یشت») نام کتابی است به زبان پارسی میانه که در واقع، ترجمه و تفسیر اوستاست. این کتاب از دو فصل گم‌شدهٔ اوستا به نام «سودگر نسک (ستودگر نسک)» و «وهمن یسن (بهمن یشت)» گرفته شده‌است. از متن‌هایی است که در آن از روی مکاشفه، حوادثِ جهان پیشگویی شده است. همان‌طور که در متن کتاب تصریح شده، مطالب کتاب از ترجمه و تفسیرِ اوستا (زندِ اوستا)، در مورد دو فصل از اوستا گرفته شده است.
از این کتاب دو ترجمه به فارسی به قلم صادق هدایت (زند وهومن یسن) و محمدتقی راشد محصل (زند بهمن یَسن) ارائه شده است.
زرتشت بهرام پژدو شاعر زراتشت‌نامه، مدعی است که کتاب خود را از روی نسخهٔ پهلوی به شعر درآورده است. این کتاب در حدود ۱۲۷۸ میلادی نوشته شده که نسخهٔ بهمن یشت را ضمیمه کتاب خود می‌کند. دارمستتر تاریخ تألیف زند وهمن یسن را بین ۱۰۹۹ میلادی می‌داند. اما اصل زند یا شرح وهومن یسن در اواخر دورهٔ پادشاهی خسرو انوشیروان یا کمی بعد از آن از اوستا ترجمه شده‌است؛ زیرا از پادشاهان بعد ساسانی اسمی نمی‌برد. گویا منتخبات فعلی خیلی بعد از حمله اعراب به توسط نویسنده‌ای گردآوری شده که شرح تاخت و تاز و غارتگری آنها را به‌طور مبهمی با هجوم سرکردگان تورانی مخلوط می‌کند (زند وهومن یسن، صادق هدایت، صفحه ۱۲).

## چهار دورهٔ جهان
در آغاز کتاب بنابر روایت ستودگر نسک که در کتاب نهم دینکرد نیز آمده‌است چنین ذکر شده که اورمزد چهار دورهٔ جهان را که نماد هر کدام یکی از فلزات است در رؤیا به زرتشت نشان داد: زرین، سیمین، فولادین، و دورهٔ آمیختگی آهن (با فلزات دیگر). دورهٔ اول مصادف با دوران پادشاهی گشتاسب و ظهور زرتشت و دورهٔ دوم مصادف با پادشاهی اردشیر بابکان (بهمن اردشیر) و دورهٔ سوم مصادف با پادشاهی خسرو انوشیروان است. دوران چهارم دورهٔ حکومت دیوان ژولیده موی خشم نژاد است که مصادف با پایان هزارهٔ زرتشت به‌شمار آمده‌است.

## وضعیت جهان در پایان هر یک از هزاره‌ها جهان
در پایان هریک از هزاره‌ها جهانی است آکنده از تباهی‌ها و پریشانی‌ها؛ جهان خرابی که در آن، همه کس و همه چیز راه نابودی می‌پیماید؛ بی‌سامانی، سیه روزی، نابرابری، نامردمی و… گلوی همه را می‌فشارد و اینهمه گسیختگی و نابسامانی از نشانه‌های ظهور آنان است؛ آنان که ظهورشان تسکین دهنده دردهای بشر است. جهان قبل از ظهور منجی به گونه ای است که مردم به موبدان و بزرگان اعتماد نمی‌کنند؛ درحالی که گفتار گناهکاران و شریران را باارزش می‌دانند و گواهی نادرست و نسبت‌های ناروا در حق دیگران، حتی هرمزد رواج دارد. پدیده‌های مختلف واژگون می‌شوند و جریان طبیعی خود را از دست می‌دهند. ابر که همیشه منشأ برف و باران است، خاصیت ذاتی خویش را ندارد، بر فراز آسمان ظاهر می‌شود، اما نمی‌بارد. گاو و گوسفند و اسب و دیگر چهارپایان ناتوان و کوچکتر می‌شوند، کمتر می‌زایند و کمتر شیر می‌دهند.

## پیش‌درآمد ظهور
شامل یک رشته حوادثی است راجع به آینده ملت و دین ایران که اورمزد وقوع آنها را به زرتشت پیشگویی می‌کند. این پیشامدها، هر کدام در دورهٔ مشخصی اتفاق می‌افتد،
دورهٔ ماقبل آخر که هنگام تاخت و تاز «دیوانِ ژولیده‌مویِ از تخمهٔ خشم» و اهریمن‌نژادانِ چرمین‌کمر است، در این دوره، زنگیان و آوارگان و فرومایگان سرزمین ایران را فرا گرفته، همه چیز را می‌سوزانند و می‌آلایند و تباه می‌کنند تا آنجا که روستای بزرگ به شهر و شهر بزرگ به ده و ده بزرگ به دودمانی مبدل می‌شود و از آن دودمان بزرگ چیزی جز مشت استخوان بازنمی‌ماند. این تغییرات قهقرایی نه تنها بر مردمان، بلکه بر جانوران و رستنی‌ها و عناصر طبیعت نیز ظاهر می‌گردد (زند وهمن یسن، صادق هدایت، پیش گفتار)
ظهور بهرام ورجاوند و پشوتن در دین زرتشت به‌عنوان زمینه‌سازان قیام منجی مطرح گردیده‌است. این دو تن، زمینه را برای آمدن هوشیدر آماده می‌کنند و نابسامانی‌ها و آشوب‌هایی را که آرامش و آسایش را برهم زده‌است، فرو می‌نشانند. خروج بهرام، مژده پایان شب سیاه و طلوع سپیده امید گروندگان راستکار و درست پیمانی است که سال‌ها سرزنش بیدینان را تحمل کرده‌اند. او خواهد آمد تا دین زرتشت را سامان دهد. پشیوتن نیز یکی از بیمرگان جاودانه است که برای استحکام دین زرتشت قیام می‌کند. قیام پشوتن، آخرین قیام نیکمردانه‌ای است که اندکی پیش از هزارهٔ هوشیدر رخ می‌دهد و هدف او بازسازی دین و برپاداشتن آیین‌های دینی و گسترش آموزش‌های آن است.